# Melos Ensemble
Das Melos Ensemble ist ein Kammermusikensemble, das 1950 in London von Musikern gegründet wurde mit dem Ziel, Kammermusik in größerer Besetzung für Streicher, Bläser und weitere Instrumente aufzuführen. Komponisten wie Benjamin Britten schrieben neue Musik für das Melos Ensemble, Britten insbesondere die Kammermusik in seinem War Requiem, die er bei der Uraufführung in Coventry selbst dirigierte.

## Besetzung
Das Melos Ensemble wurde von Musikern gegründet, um Kammermusik in größerer Besetzung aufzuführen in der hohen musikalischen Übereinstimmung, die nur ein aufeinander eingespieltes Ensemble erreicht. Das Melos Ensemble spielte in wechselnder Besetzung entsprechend der jeweiligen Aufgabe und setzte sich immer sich aus hervorragenden Musikerpersönlichkeiten zusammen, die außerdem andere Positionen in Orchestern oder solistische Aufgaben hatten. Zunächst war eine Gruppe von 12 Spielern geplant, ein Streichquintett und ein Bläserquintett mit Harfe und Klavier, die bei Bedarf um weitere Spieler erweitert werden konnten, um zunächst die großen Oktette von Schubert und Mendelssohn, das Septett von Beethoven, Introduktion und Allegro von Ravel oder die Serenade op. 24 von Arnold Schönberg aufzuführen.

## Anfangszeit ab 1950
Als Initiator gilt Gervase de Peyer (Klarinette), der bis 1974 mit dem Ensemble spielte. Musiker der ersten Zeit waren Cecil Aronowitz, (Viola), Richard Adeney (Flöte), Terence Weil (Cello), Neil Sanders (Horn) und Adrian Beers (Kontrabass).
Weitere frühe Mitglieder waren William Waterhouse (Fagott), Osian Ellis (Harfe), Emanuel Hurwitz (Violine, Leiter des Melos Ensembles 1956–1972), Ivor McMahon (2. Violine), James Blades (Schlagzeug), Lamar Crowson (Klavier) und Peter Graeme (Oboe).

## Melos Ensemble of London 1974
Das Ensemble löste sich 1973 vorübergehend auf, nachdem Ivor McMahon 1972 verstorben war und drei weitere Mitglieder die Gruppe verlassen hatten, wurde jedoch 1974 von acht früheren Spielern neu formiert. Hugh Maguire war der Leiter in dieser Periode.

## Aufführungen
Benjamin Britten schrieb viele Werke für das Melos Ensemble, insbesondere in seinem War Requiem die instrumentale Begleitung der englischsprachigen Texte von Wilfred Owen durch ein Kammerorchester. Er leitete das Ensemble selbst in der ersten Aufführung 1962 und der ersten Aufnahme 1963. Die Aufnahme wurde 1998 in die Grammy Hall of Fame aufgenommen. 1965 wurden Auftragskompositionen des Melos Ensembles an der Wardour Castle Summer School uraufgeführt, Tragoedia von Harrison Birtwistle unter der Leitung von Lawrence Foster und Seven In Nomine von Peter Maxwell Davies, geleitet vom Komponisten.
Das Melos Ensemble trat regelmäßig bei britischen und internationalen Festivals auf, namentlich beim Aldeburgh Festival, und erschien häufig in Sendungen der BBC. Die erste USA-Tournee erfolgte 1966. Gervase de Peyer leitete das umfangreiche Aufnahmeprogramm des Ensembles für EMI ab 1957 fast 20 Jahre lang. Viele der vorbildlichen Aufnahmen sind weiterhin erhältlich.

## EMI-Aufnahmen 1963–1973
Eine Liste der Aufnahmen mit EMI, die das Repertoire des Ensembles zeigt, stellte Gervase de Peyer zusammen:
- Mozart, Brahms, Weber und Bliss: Quintette
- Mozart und Beethoven: Klavier- und Bläserquintette
- Schubert: Oktett; Beethoven: Septett und Oktett für Bläser
- Schumann: Märchenbilder, Phantasiestücke
- Berwald: Septett; Nielsen: Bläserquintett[7]
- Ravel: Introduktion und Allegro[8]
- Françaix: Divertissement; Poulenc: Sonate für Klarinette und Fagott
- Bartók, Milhaud und Khatchaturian: Trios
- Prokofiev: Ouvertüre über hebräische Themen
- Janáček: Concertino, Mladi
- John Ireland: Sextette, Trios, Sonaten[9]

## Ausgewählte weitere Aufnahmen
- Malcolm Arnold: Gitarrenkonzert, mit Julian Bream 1959 RCA[10]
- Britten: War Requiem 1963[11]
- Prokofiev: Quintett in g-Moll, op. 39 / Schostakowitsch: Klavierquintett, op. 57 (1964)[12]
- Birtwistle: Tragoedia (1965)[13]
- Mátyás Seiber: Elegie für Viola und kleines Orchester / Drei Fragmente von A Portrait of the Artist as a Young Man, mit Peter Pears (Sprecher) / Dorian Singers / Melos Ensemble London, Dirigent Mátyás Seiber[14]
- Hummel: Septett / Quintett 1966 (L’oiseau-Lyre)
- Mauro Giuliani: Gitarrenkonzert, mit Julian Bream 1970
- Ravel und Maurice Delage: Lieder / Chausson: Chanson Perpetuelle, mit Janet Baker[15]
- Lennox Berkeley: Sextett für Klarinette, Horn und Streichquartett (1954)[16]

## Neue Kammermusik
Komponisten schufen neue Kammermusik für die Besetzung des Melos Ensembles, zum Beispiel komponierte Hans Werner Henze Kammermusik 1958 für Tenor, Gitarre und acht Soloinstrumente. Das regte andere Musiker an, ähnliche Gruppen zu bilden. So beeinflusste das Melos Ensemble direkt und indirekt die Entstehung neuer Kammermusik.